# Le Chandelier d'or
Le Chandelier d'or (Crusader Gold) est un roman d'aventures écrit par David Gibbins en 2006. Il s'agit du deuxième tome du cycle consacré à l'archéologue Jack Howard. Le titre fait référence à la Menora, symbole du judaïsme arraché au Temple de Jérusalem lors de sa destruction par les Romains en 70. Titus, fils de l'empereur Vespasien, a rapporté ce chandelier d'or en trophée à Rome, sans que l'on sache ce qu'il est devenu depuis. Jack Howard se lance sur la piste de ce trésor perdu.

## Résumé
Le prologue raconte le triomphe de Titus à Rome, d'après la description que Flavius Josèphe  en a fait dans la Guerre des Juifs. Au VIe siècle, selon la chronique des Guerres de Justinien de Procope de Césarée, le général Bélisaire aurait ramené à Constantinople le trésor que Titus avait saisi à Jérusalem cinq siècles plus tôt. Jack Howard espère trouver des traces de ce trésor, qui aurait pu être englouti lors du saccage de Constantinople perpétré par des croisés en 1204. C'est pourquoi il participe à des fouilles d'archéologie sous-marine dans la Corne d'Or, en face d'Istanbul. Mais ses découvertes vont l'entraîner le long des côtes de l'Atlantique Nord et jusqu'à la péninsule du Yucatan, en quête d'indices d'un hypothétique périple du Viking Harald Hardrada, chef de la garde varègue au début du XIe siècle. C'est le début d'une chasse au trésor d'autant plus périlleuse que la Menora est convoitée par un ancien SS et son fils, prêts à commettre les pires atrocités pour s'emparer de cet objet emblématique qu'ils comptent vendre au plus offrant.

## Sources historiques et littéraires
Dans une note en postface, l'auteur présente les documents bibliographiques avec lesquels il a construit son intrigue. Outre les œuvres de Flavius Josèphe et de Procope déjà citées,, Il fait également référence à:
- la Heimskringla pour les exploits d'Harald Hardrada[3]
- la Chronique anglo-saxonne pour la bataille de Stamford Bridge[4]
- la Mappa Mundi de la cathédrale de Hereford[5]
- le livre de l’Exode pour la description de la Menora au chapitre 4[6],[7]
- le poème Morte d'Arthur d'Alfred Tennyson, cité au chapitre 13[8]
- l'Edda de Snorri, attribué à Snorri Sturluson[9]
- le « Compte rendu de situation opérationnelle URSS n° 129 » du Einsatzgruppe D[10]
- La saga d'Éric le Rouge et la Saga des Groenlandais[11]
- les livres de Chilam Balam[12]
- le « Récit de deux voyages en vue de la conversion des païens ytzaex et cehaches » d'Andrés de Avendaño y Loyola[13].

## Critique
Bill Gresens avoue avoir éprouvé « un plaisir coupable » à lire ce roman. Il s'est beaucoup amusé à suivre une intrigue qu'il juge cependant « absurde et extravagante ». Il remarque une certaine ressemblance avec les aventures du Dirk Pitt de Clive Cussle, mais son intérêt a été capté par la qualité de l'écriture de Gibbins et par la caractérisation de ses personnages, même si ces derniers manquent quelque peu de profondeur. Il reconnaît surtout à l'auteur sa connaissance de l'archéologie sous-marine et du contexte historique sur lequel il s'appuie.